# Andinichthyidae
Andinichthyidae là một họ cá da trơn tiền sử sống vào thời kỳ kỷ Creta tại nơi ngày nay là Nam Mỹ.

## Loài
Có ba loài trong ba chi đơn loài:
- Chi Andinichthys Gayet, 1988.
  - Andinichthys bolivianensis Gayet, 1988.
- Chi Hoffstetterichthys Gayet, 1990.
  - Hoffstetterichthys pucai Gayet, 1990.
- Chi Incaichthys Gayet, 1990.
  - Incaichthys suarezi Gayet, 1990.